# Central de Cabdella
La Central de Cabdella és un conjunt d'edificis al voltant d'una central hidroelèctrica de la Vall Fosca, pertanyent al municipi de la Torre de Cabdella, i al mateix temps és un petit nucli de població per als seus empleats que, amb el pas del temps, s'ha consolidat com un poble més del terme, i dels més habitats. El nom de la Central de Cabdella el recull a l'Idescat com a entitat singular, però no en el Nomenclàtor oficial. És una obra protegida com a Bé Cultural d'Interès Local.
Està situada al nord del terme municipal, a peu de carretera. Té a prop i al nord el poble de Cabdella (únic que està més amunt que la central). Dista 1,5 km. de Cabdella i 5,5 de la Torre de Cabdella. En el poblat de la Central de Cabdella hi ha l'església, moderna, de la Mare de Déu de Montserrat. Al nord-oest de la caseria, en lloc encara per acabar de determinar, hi ha les ruïnes de l'església de Sant Miquel d'Estaiposi. En una part de les instal·lacions de la Central hi ha el Museu Hidroelèctric de Cabdella, pertanyent al Museu de la Ciència i de la Tècnica de Catalunya.
El nucli de població de la Central de Cabdella, esdevingut un poble més del municipi, arribà a ser el més poblat, amb 138 habitants el 1970 i el 132 el 1994. El 2005 era el quart, amb 54. La seva població és, fonamentalment, la relacionada amb el funcionament de la central, però s'hi han anat establint altres pobladors fent tasques complementàries, com un petit hotel.

## Etimologia
És un topònim completament descriptiu i modern. Es tracta de la central elèctrica construïda en territori de Cabdella (vegeu l'article referit a aquest poble per a l'etimologia de Cabdella).

### Central hidroelèctrica de Cabdella

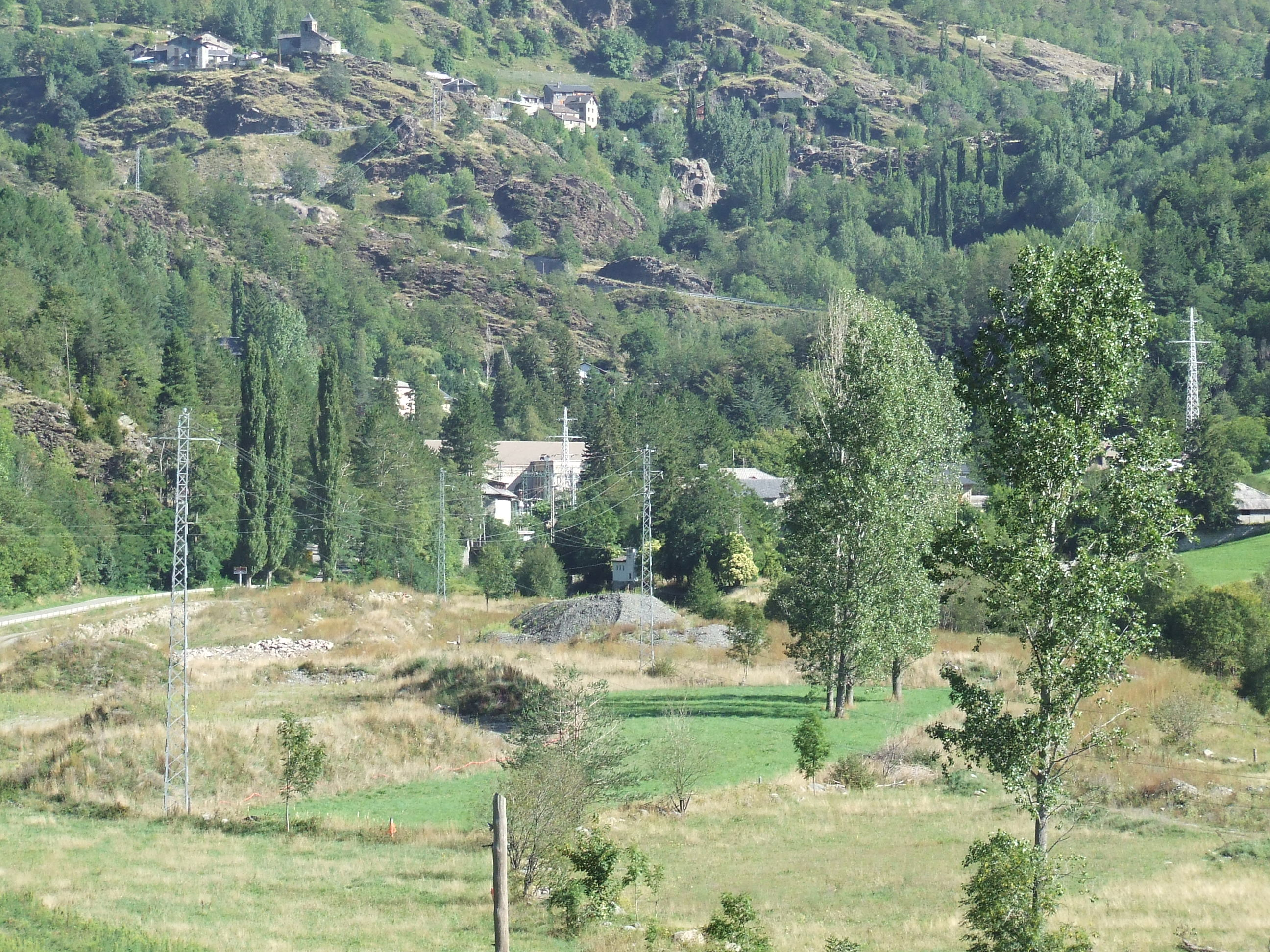
Lloc on es troba la Central de Cabdella i la seva caseria

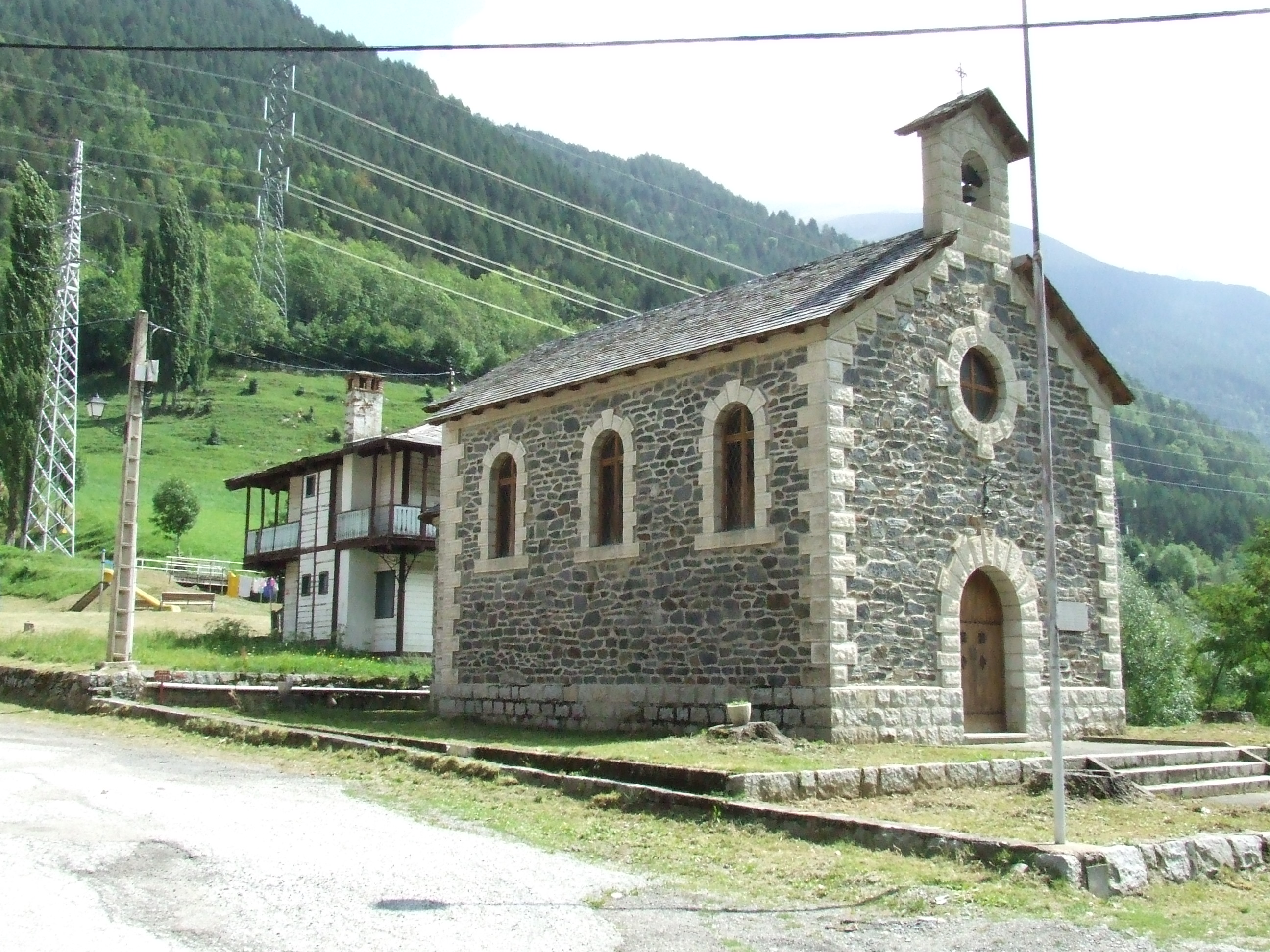
La Mare de Déu de Montserrat de la Central de Cabdella

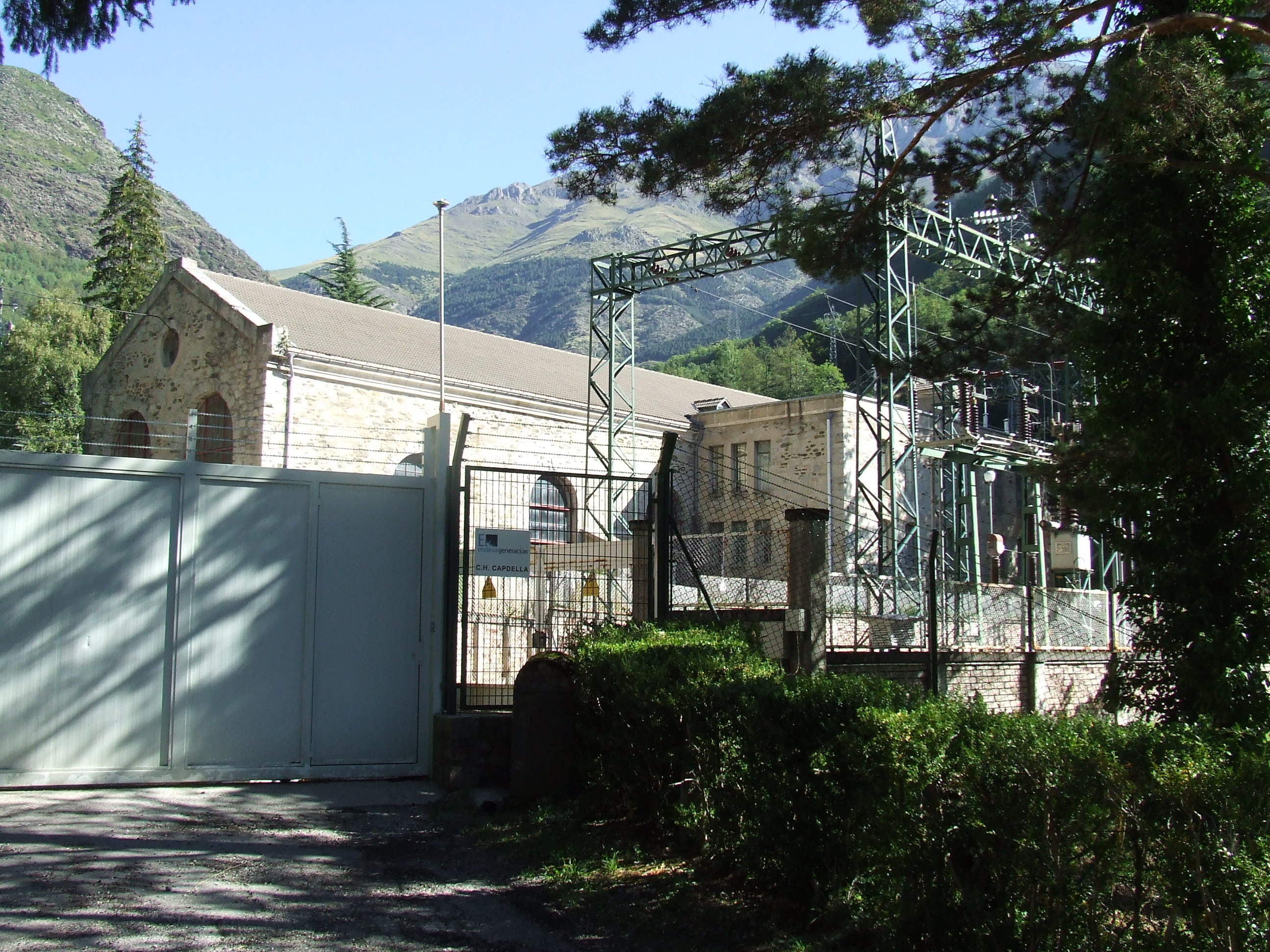
La Central de Cabdella

La Central hidroelèctrica de Cabdella està construïda al costat de la carretera, germen del nou poble Central de Cabdella, a la Vall Fosca.
La central de Cabdella va ser construïda per a l'aprofitament d'un conjunt d'una trentena de llacs, concentrats a l'estany Gento, punt de recollida de tota la conca.
Un canal de quasi 5 km porta l'aigua des de l'estany fins al salt de Cabdella, una canonada de 836 metres que baixa fins a la central, aquest és el salt més alt de la península.
La central està formada per una sala rectangular de pedra, on s'hi posaven les turbines i els alternadors. Al seu voltant s'hi va construir una petita població amb habitatges pels treballadors, un edifici pels tècnics i altres edificis auxiliars, com l'església.
És la construcció principal del conjunt dels elements que formen el campament de la central hidroelèctrica (1912-13). En aquest edifici s'alternen, pel que fa als mètodes constructius, la tradició de les parets de paredat de pedra, amb la incorporació del formigó armat en elements concrets. Les mesures i proporcions -nau rectangular de 72,5x12,5 m- són les establertes per donar cabuda cinc grups de producció, d'acord amb l'ordre marcat dins els cànons explícits del projecte tipus.
Annexat al mateix edifici, apareix un cos de planta baixa i dos nivells, amb coberta plana, que acull els serveis elèctrics de baixa tensió.
La solidesa del centre de producció, amb tancaments realitzats amb peces de granit tallades que arriben a formar un metre de gruix a les pilastres i amb les encavallades d'acer laminat que suporten la coberta, contrasten amb la delicadesa en l'aplicació de la fusteria metàl·lica en els finestrals que inclouen solucions enginyoses com les cadenes accessibles des del nivell de planta que faciliten l'obertura requerida per a la ventilació.
Es tracta d'una instal·lació en funcionament, amb elements patrimonials (béns mobles) de gran valor -com les turbines i canonades Escher Wyss & Cie (Zürich); els alternadors alsacians Compagnie Alsacienne d'Electricité (Belfort); els reguladors i part del quadre elèctric encara originals. Aquesta construcció que segueix la tipologia de les primitives centrals hidràuliques alpines, amb tancaments de pedra, coberta de pissarra a dues aigües i grans finestrals per permetre el major rendiment lumínic.
Disposa d'un règim de visites complementant el Museu Hidroelèctric de Cabdella, autoritzat d'acord amb el Conveni signat entre l'Ajuntament de La Torre de Cabdella i l'empresa FECSA-ENDESA.

### Casa de la direcció
Aquest edifici aïllat fou construït l'any 1912, seguint una tipologia alpina; de planta quadrada i dos nivells, rematat per una coberta de pissarra de diversos faldons, amb les característiques llucanes. Els tancaments són realitzats amb parets de pedra. Disposa d'un accés directe, amb aparcament privat i se situa en una posició preeminent que permet un control de la Central Hidroelèctrica i l'entorn de producció.

### Taller
Edifici annex a la Central, seguint els mateixos cànons compositius i de construcció. Destaca la presència del pont-grua com un dels béns mobles més considerables, així com el manteniment dels grans finestrals originals. En els anys 1950 es construí una edificació annexa per ampliar la superfície destinada a taller i manteniment. Tot i no presentar els mateixos valors que la construcció primitiva, la seva associació i proporcions el fan mereixedor de considerar una unitat formal en l'espai i en el territori.

### Central auxiliar primitiva
La construcció de la central primitiva es posà en marxa el 15 de desembre de 1911. Es tracta d'una senzilla edificació, de planta única, amb tancament de pedra i coberta a dues aigües recolzada sobre encavallades de fusta amb grans finestrals, seguint la tipologia descrita anteriorment pels edificis de
producció de la zona. Inicialment, serví per produir l'energia que elèctrica amb dos grups de 80 kW, derivant aigua del riu Flamicell a través d'un petit canal i una canonada forçada. Amb aquesta producció abastaven el campament, el funicular i els elements elèctrics vinculats amb les infraestructures. És l'edifici més antic de tot el campament de Cabdella i avui, amb material modernitzat, és en funcionament. Tot i així, el volum i l'espai interior mantenen la fesomia original amb les característiques constructives que li són pròpies.

### Magatzem - oficines - dispensari - barberia
Construcció aïllada, de planta rectangular i dos nivells. Presenta una senzilla composició que persegueix l'equilibri simètric en totes les seves façanes i en la coberta, únicament trencat per l'aparició d'una torreta molt característica que serví per entrar la línia d'alimentació elèctrica. L'edifici és realitzat amb parets de pedra - arrebossada i pintada exterior i interiorment- amb una coberta a quatre vessants aigües que està recolzada sobre una successió d'encavallades de fusta. S'ha rehabilitat per acollir el Museu Hidroelèctric de Cabdella, integrat dins el Sistema del Museu Nacional de la Ciència i de la Tècnica de Catalunya (mNACTEC).

### Casa per a quatre famílies 1
Es tracta d'un edifici de l'any 1912/13 -paral·lel en construcció i estil a la Residència-, força singular i característic de l'arquitectura de muntanya centre europea, aixecat per acollir les famílies dels enginyers que dirigien els treballs.
Té una composició simètrica en planta i volum. Consta de dues plantes, amb dos habitatges per cada nivell. El tancament és realitzat amb parets de pedra i la coberta és a sis vessants emmarcant el cos central amb dos nous faldons que l'interrompen.
Com a detall cal esmentar l'existència d'un cuidat enjardinament perimetral, en forma de parterres i de la pista de tennis situada en paral·lel a la façana oest de l'edifici. L'enjardinament es manté i de la pista només queden les traces.

### Fonda i cooperativa
L'antiga construcció de la Fonda i la Cooperativa que substituí al primitiu Hotel Energia (1912-15) construït en fusta. És una edificació tipològicament ben equilibrada i de composició simètrica, que manté el llenguatge unitari de les altres dues edificacions que se situen en el marge esquerre del Flamicell. En el seu lloc hi havia l'antic hotel i al davant les construccions de les primeres escoles de Cabdella on, el pedagog Artur Martorell organitzà els campaments els estius de 1917 i 1918. L'edifici disposa de planta baixa més pis i amb un soterrani, amb tancament de pedra i coberta a quatre aigües incorporant sis llucanes, es manté avui com una fonda amb habitacions.

### Cada per a quatre famílies 2
Igual que la descrita anteriorment es tracta d'una edificació tipològicament ben equilibrada i de composició simètrica, que manté el llenguatge unitari de les altres dues edificacions que se situen en el marge esquerre del Flamicell. Al davant apareix l'antic Xalet, una de les primeres construccions en fusta portades a terme per l'empresa barcelonina Ribas y Pradell, S.C. L'edifici disposa de planta baixa més pis i amb un soterrani, amb tancament de pedra i coberta a quatre aigües incorporant sis llucanes, es manté avui amb el seu ús residencial.

### Casa per a cinc famílies
Igual que les dues construccions descrites anteriorment, es tracta d'una edificació realitzada tres anys més tard, tot i que reprodueix les mateixes característiques tipològiques que les seves precedents. De planta rectangular, més acusada que en els dos casos precedents, tipològicament manté l'equilibri formal i la composició simètrica, integrant-se en el llenguatge unitari que representa el conjunt de les edificacions residencials del marge esquerre del Flamicell. L'edifici disposa de planta baixa més pis i amb un soterrani, amb tancament de pedra als baixos -formant basament- i coberta a quatre aigües incorporant quatre grans llucanes a banda i banda. Es manté avui amb el seu ús residencial.

### Església
L'església és una construcció d'estil neoromànic, imitant l'estil romànic de les esglésies que resten dempeus de la vall. Consta d'una nau única, orientada est-oest. Té planta rectangular amb absis semicircular al presbiteri amb dues finestres amb arc de mig punt. La composició és simètrica i força senzilla;
La porta és a la façana de ponent, amb arc de mig punt adovellat, gran rosetó per a il·luminar el cor i petita espadanya d'una sola obertura tot rematant el carener. La façana té un remat de carreus granítics esglaonats al igual que els cèrcols de les cantonades. Els materials dominats venen representats pel revestiment de pedra del país en els paraments, la coberta de pissarra a dues aigües i les fusteries de fusta que configuren els finestrals alts.

### Casa per a dues famílies 1
Construcció plenament identificada pels ciutadans de la vall on s'exemplifica el model de les edificacions de fusta construïdes a la colònia. Està aixecada sota la influència de l'arquitectura centre europea i va ser construïda per l'empresa barcelonina Ribas y Pradell, S.C. que aportà els diferents models de prefabricats a la major part de les edificacions residencials de la colònia o Campament de Cabdella; tal com es pot veure en tots els habitatges familiars que la integren, així com és el cas de la petita capella. L'edifici presenta una planta quadrada i coberta a quatre aigües; consta de dues plantes amb una característica passera perimetral d'accés a l'habitatge del primer pis. Com a detall cal esmentar que és una de les primeres construccions, allunyades de la capital, que incorpora a la coberta les plaques de fibrociment (Uralita) disposades a 45°, amb claus de coure.

### Casa per a dues famílies 2
Es tracta de l'edifici de tipologia molt simple, presenta una planta rectangular i coberta a dues aigües; consta de dues plantes amb un accés, al primer pis, mitjançant una escala exterior en fusta. La unitat morfològica es complementa, a part dels dos habitatges, amb els galliners, els conillers i els horts corresponents per a les dues famílies.

### Habitatges de fusta per a dues famílies
Es tracta d'un edifici de tipologia molt simple, presenta una planta en L i coberta a dues aigües; consta de dues plantes amb un accés, al primer pis, mitjançant una escala exterior. La unitat morfològica es complementa, a part dels dos habitatges, amb els galliners, els conillers i els horts corresponents per a les dues famílies.
L'edifici presenta una planta rectangular i coberta a dues aigües; consta de dues plantes amb un accés, al primer pis, mitjançant una escala exterior. La unitat morfològica es complementa, a part dels dos habitatges, amb els galliners, els conillers i els horts corresponents per a les dues famílies.

### Petita capella
Es tracta d'una nova construcció que, tot i tractar-se d'un equipament social i religiós, segueix el repertori o model de les edificacions de fusta construïdes a la Colònia. L'edifici de tipologia molt simple, presenta una planta rectangular i coberta a dues aigües. Només disposa d'un nivell i, a través del tester de ponent, es produeix la porta d'accés. Aquesta façana es veu rematada per un petit campanar de planta quadrada que li confereix les característiques pròpies de la construcció religiosa.

### Habitatge de fusta per a una família 1
L'edifici presenta una planta rectangular i coberta asimètrica a dues aigües; consta de dues plantes amb un accés frontal per un dels dos testers. La unitat morfològica es complementa, a part dels dos habitatges, amb el galliner, el coniller i l'hort corresponent per a la família.

### Habitatge de fusta per a una família 2
L'edifici presenta una planta rectangular i coberta a dues aigües; consta d'un únic nivell amb un accés frontal per un dels dos testers. La unitat morfològica es complementa, a part dels dos habitatges, amb el galliner, el coniller i l'hort corresponent per a la família.
Finalment creiem que caldria abordar, fora de l'àmbit de planejament, la protecció com a bé cultural d'interès local (BCIL) dins el conjunt de les construccions que formen l'estructura productiva de la Central Hidroelèctrica de Cabdella (1912-14), l'important edifici de la Cambra d'Aigües (1912-13) que se situa al final del recorregut del canal que aporta les aigües des de l'Estany Gento, a una cota aproximada de 1.200 metres.

## Història
La central de Cabdella va ser la primera del Pallars en entrar en funcionament. Plantejada com una central de vuit màquines, finalment només se n'hi van instal·lar cinc. El conjunt de centrals de la zona, que subministraven electricitat a les àrees urbanes allunyades de la comarca, van actuar com una alternativa econòmica important en una comarca, que a principis de segle vint, era eminentment agrícola.

## Festes i tradicions
Jaume Arnella, també dedica un esment a la Central de Cabdella en el seu Romanço de la Vall Fosca, romanç tradicional de nova creació (1992). Després del fragment dedicat a Pobellà diu:
| «                                         | Ve la Torre de Cabdella, Aiguabella i la Central, Espui, i a dalt de tot queda Cabdella, que és el més alt. | » |
| — Jaume Arnella, Romanço de la Vall Fosca | |   |